# Tal for dig selv
|  | Sammenskrivningsforslag Artiklen Tal for dig selv er foreslået føjet ind i Anders Matthesen. (Siden august 2018) Diskutér forslaget |

Tal for dig selv er navnet på Anders Matthesens tredje one man show. 
Showet er delt op i to sæt, det første sæt – Det gode sæt – behandler Anders Matthesen alle emner ud fra et positivt livssyn, mens han i det andet sæt – Det onde sæt – anlægger en negativ attitude. 
Det er de samme emner begge sæt omhandler, hvorfor showet som helhed løbende kommenterer på sig selv. DVD'en til showet er optaget live under åben himmel i Skovdalen i Aalborg. 
I Det gode sæt er det lyst, men i Det onde sæt har mørket sænket sig.